# Markus Brunnermeier

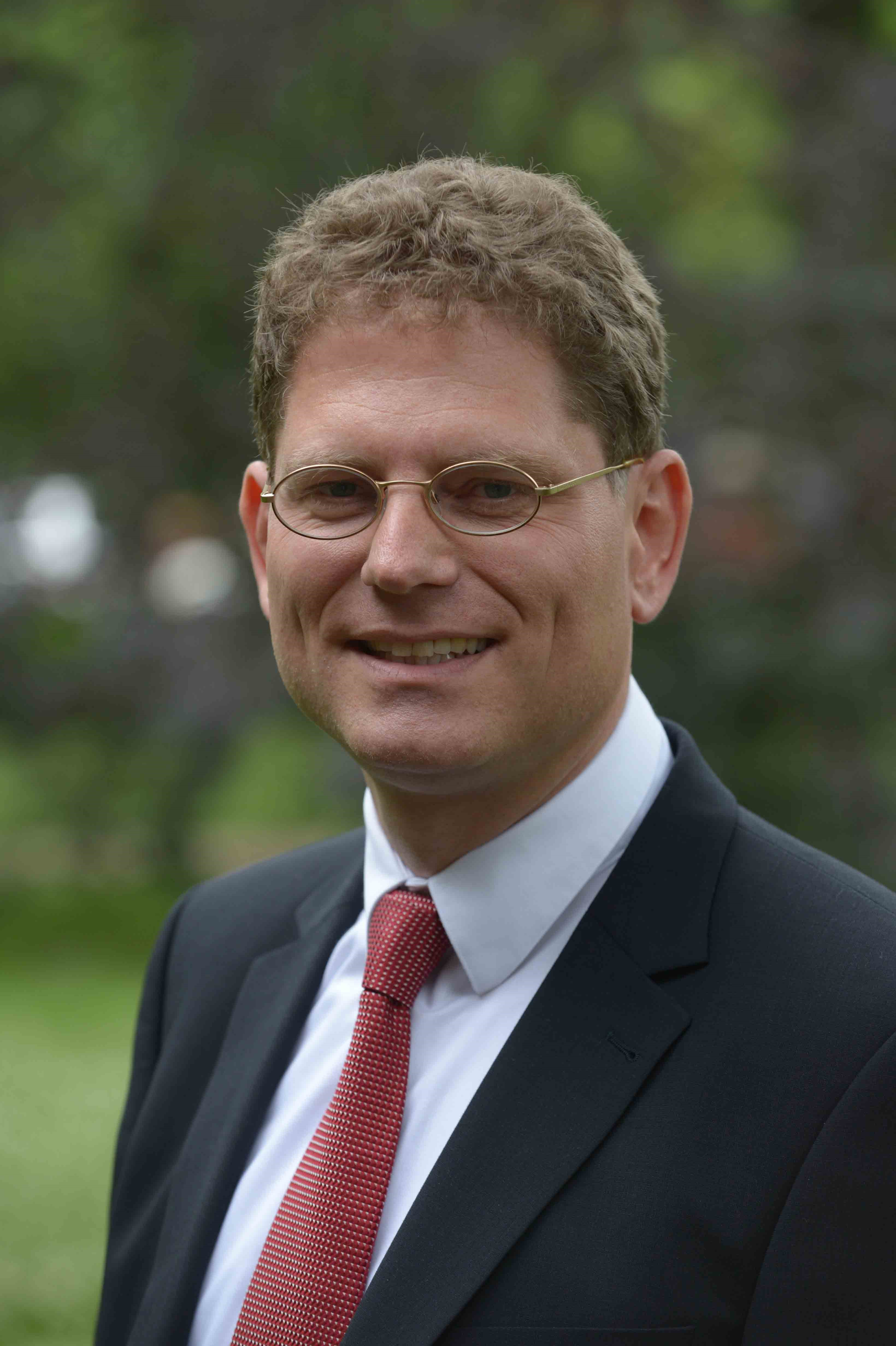
Markus K. Brunnermeier (2015)

Markus Konrad Brunnermeier (* 22. März 1969 in Landshut) ist ein deutscher Volkswirt, Edward S. Sanford Professor für Volkswirtschaftslehre an der Princeton University und Direktor des Bendheim Center for Finance. Er forscht zu internationalen Finanzmärkten und Themen der Makroökonomie mit Fokus auf Preisblasen, Liquidität, Finanzkrisen und Geldpolitik. Seine Arbeit trägt zum Verständnis von Liquiditätsspiralen bei und begründet das Konzept des Vorsichtsparadoxes, die I-Theorie des Geldes, und CoVaR als systemisches Risikomaß.
Er ist oder war Mitglied wissenschaftlicher Beratungsgremien des Internationalen Währungsfonds (IWF), der Federal Reserve Bank of New York, des Europäischen Ausschusses für Systemrisiken, der Deutschen Bundesbank, und des US Congressional Budget Office.

## Jugend und Ausbildung
Brunnermeier wuchs in Landshut auf. Als Jugendlicher war er überzeugt, als Zimmermann in die Fußstapfen seines Vaters zu treten. Ein Einbruch der Baubranche brachte ihn auf einen anderen Weg. Nachdem er beim Finanzamt Landshut und München gearbeitet hatte, holte er auf der Berufsoberschule Landshut das Abitur nach. Danach leistete er seinen Wehrdienst bei der Bundeswehr und studierte von 1991 bis 1993 Volkswirtschaftslehre an der Universität Regensburg. Von 1993 bis 1994 studierte er im Rahmen eines Austauschprogramms an der Vanderbilt University und erwarb einen Master of Arts in Economics. Seine anschließende Doktorarbeit begann er im Graduiertenkolleg der Rheinischen Friedrich-Wilhelms-Universität Bonn, wechselte jedoch 1995 an die London School of Economics (LSE). Dort schrieb er ein Buch über Vermögenspreise, Preisblasen, Herdenverhalten, und Crashes. 1999 erhielt er seinen Doktorgrad von der LSE.

## Forschung
In Folge war Brunnermeier als Assistenzprofessor an der Princeton University tätig. 2006 erhielt er dort eine volle Professur. Seit 2008 ist er Edward S. Sanford Professor für Volkswirtschaftslehre. 2011 gründete er das Julis Rabinowitz Center for Public Policy and Finance an Princeton's Woodrow Wilson School. Seit 2014 ist er zudem Direktor des Bendheim Center for Finance.
Brunnermeiers Forschung befasst sich mit Fragen der Makro-, Geld-, und Finanzmarktökonomie. Der Fokus seiner Forschung liegt auf den Folgen von Friktionen des Finanzmarktes. Diese Friktionen verhindern, dass Marktpreise alle zur Preisbildung relevanten Informationen eines Marktes berücksichtigen und somit den fundamentalen Wert eines Vermögensgegenstandes widerspiegeln.

### Preiseffizienz, Spekulationsblasen, Liquiditätskonzepte, und systemisches Risiko
Die Dotcom-Blase diente Brunnermeier als Motivation für eine Reihe von Forschungsarbeiten. Gemeinsam mit Stefan Nagel dokumentiert er, dass Hedgefonds während der Dotcom-Blase entgegen der Markteffizienzhypothese trotz ihres Wissens um die Blase weiterhin in Dotcom-Unternehmen investierten. Mit Hilfe von theoretischen Modellen bietet Brunnermeier zudem Erklärungen für die Existenz und das Zusammenbrechen von Blasen trotz rational handelnder Marktteilnehmer an. Eine Schlüsselrolle kommt in diesen Modellen Informationsfriktionen zu.
Zusammen mit Lasse Pedersen führt Brunnermeier zudem unterschiedliche Konzepte von Liquidität ein und analysiert Liquiditätsspiralen, während derer ein sich selbst verstärkender Kreislauf sinkender Liquidität dazu führt, dass auch vergleichsweise kleine Schocks große Wirkung haben können. Der Aufsatz bietet eine Erklärung für den massiven Rückgang der Liquidität vieler Vermögenswerte während der globalen Finanzkrise ab 2007.
Zusammen mit Tobias Adrian führt Brunnermeier CoVaR, eines der ersten Maße systemischen Risikos, ein. Basierend auf dem Konzept des Value at Risk quantifiziert dieses Maß die Gefahr von Übertragungs- und Contagion-Effekten im Finanzsystem.

### Makroökonomie und Finanzmärkte
Brunnermeier und Yuliy Sannikov führen Finanzmarktfriktionen in makroökonomische Modelle und Modelle der internationalen Ökonomie ein. Dabei berücksichtigen sie nicht-lineare Zusammenhänge, die in Krisenzeiten auftreten. Sie begründen zudem das Konzept des Volatilitätsparadoxes. Dieses Paradox bezieht sich darauf, dass sich Risiken im Finanzmarkt in ruhigen Zeiten aufbauen, jedoch erst während einer Krise sichtbar werden.

### Geldtheorie und Finanzregulierung
Brunnermeiers und Sannikovs Forschung zur I-Theorie des Geldes untersucht Fishersche Schuldendeflation und die Interaktion zwischen Geldpolitik und makroprudentieller Politik. Sie stellt eine Alternative zur vorherrschenden neokeynesianischen Sichtweise dar, laut derer Preis- und Lohnrigiditäten die primär relevanten Friktionen sind. Er prägt zudem den Begriff des „Vorsichtsparadox“, welches besagt, dass mikroprudenzielles Verhalten einzelner Finanzintermediäre zu zusätzlichen Makrorisiken führen kann und somit nicht makroprudenziell sein muss. Das Vorsichtsparadox ist analog zu Keynes Sparparadox, bezieht sich allerdings auf Risikoübernahme anstelle der Spar- und Konsumentscheidung.

### Internationale Finanzmärkte
Brunnermeiers Arbeit zur internationalen Finanzmarktökonomie zeigt die Verknüpfungen zwischen Carry Trades und Währungskrisen auf. Er analysiert zudem das plötzliche Versiegen internationaler Kreditströme und weitere Ineffizienzen, die von pekuniären Externalitäten hervorgerufen werden.

### Euro und Wirtschaftsphilosophien
Weitere Forschung Brunnermeiers beschäftigt sich mit der Architektur des Euro und der Eurozone. In dem gemeinsam mit Harold James und Jean-Pierre Landau geschriebenen Buch „Euro: Kampf der Wirtschaftskulturen“ zeigt er auf, wie Kernprobleme des Euro auch auf fundamental verschiedene politische und ökonomische Philosophien der Gründungsländer der Eurozone, insbesondere jener Frankreichs und Deutschlands, zurückzuführen sind. Die Autoren diskutieren zudem, wie eine Synthese dieser konkurrierenden Philosophien erzielt werden kann. In weiterer Forschung schlägt Brunnermeier gemeinsam mit Co-Autoren die Schaffung strukturierter Staatsschuldenbonds, sichere Staatsanleihen ohne Gesamthaftung, sogenannte European Safe Assets (ESBies), zur Durchbrechung des Teufelskreises zwischen den Risiken von Staaten und Banken vor. In Krisenzeiten könnten ESBies gleichzeitig die Flucht der Anleger in sichere Vermögenswerte über Landesgrenzen hinweg durch eine Flucht über verschiedene Tranchen dieser Europäischen Staatsschuldenbonds ersetzen.

## Auszeichnungen, Mitgliedschaften, und Editorentätigkeiten
1999 wurde er zur Teilnahme an der Review of Economic Studies Tour ausgewählt. 2004 erhielt er den Smith Breeden Preis, 2005 das Sloan-Forschungsstipendium. 2008 wurde ihm der Germán-Bernácer-Preis verliehen, der jährlich einen Ökonomen unter 40 Jahren für herausragende Beiträge im Bereich Makroökonomie und Finanzen auszeichnet. 2010 erhielt er das Guggenheim-Stipendium und wurde zum Fellow der Econometric Society ernannt. 2013 wurde ihm der Brattle Preis verliehen. 2016 ernannte die Bank für Internationalen Zahlungsausgleich Brunnermeier zum Lamfalussy Fellow. 2020 erhielt Brunnermeier den Gustav-Stolper-Preis. Sein Buch Die resiliente Gesellschaft. Wie wir künftige Krisen besser meistern können wurde 2021 mit dem Deutschen Wirtschaftsbuchpreis ausgezeichnet. 2023 erhielt er den Ludwig-Erhard-Preis für Wirtschaftspublizistik.
Neben seinen Tätigkeiten in den wissenschaftlichen Beratungsgremien des Internationalen Währungsfonds (IWF), der Federal Reserve Bank of New York, des Europäischen Ausschusses für Systemrisiken, der Deutschen Bundesbank, und des US Congressional Budget Office, ist Brunnermeier mit dem National Bureau of Economic Research, dem Centre for Economic Policy Research in London, und dem CESifo Netzwerk affiliiert. Beim CESifo leitet er den Bereich „Makro, Geld und Internationale Finanzen“.
Brunnermeier war für  wissenschaftliche Zeitschriften aktiv, unter anderem als Associate Editor für den American Economic Review, das Journal of Finance, den Review of Financial Studies, das Journal of the European Economic Association, und das Journal of Financial Intermediation.

## Bücher
- mit Ricardo Reis: A Crash Course on Crises: Macroeconomic Concepts for Run-Ups, Collapses, and Recoveries. Princeton University Press, Princeton 2023, ISBN 978-0-691-22110-6.
- Die resiliente Gesellschaft. Wie wir künftige Krisen besser meistern können. Aufbau, Berlin 2021, ISBN 978-3-351-03925-7 (Übersetzung von The Resilient Society, Endeavor, HarperCollins India).
- mit Harold James und Jean-Pierre Landau: Euro: der Kampf der Wirtschaftskulturen.  C.H. Beck, München 2018, ISBN 978-3-406-71233-3 (Übersetzung von The Euro and the Battle of Ideas. Princeton University Press, Princeton, 2016, ISBN 978-0-691-17292-7).
- Financial Dominance, Baffi Lecture on Money and Finance, Banca d’Italia Publication, 2015 (PDF).
- mit Arvind Krishnamurthy (Hrsg.): Risk Topography: Systemic Risk and Macro Modeling. Chicago University Press, Chicago, 2014, ISBN 978-0-226-07773-4.
- mit Charles Goodhart, Andrew Crocket, Avinash Persaud und Hyun Shin: The Fundamental Principles of Financial Regulations: 11th Geneva Report on the World Economy, 2009 (PDF).
- Asset Pricing under Asymmetric Information: Bubbles, Crashes, Technical Analysis and Herding. Oxford University Press, Oxford 2001, ISBN 978-0-19-829698-0.